# Genlisea africana
Genlisea africana ist eine fleischfressende Pflanzenart aus der Gattung der Reusenfallen in der Familie der Wasserschlauchgewächse (Lentibulariaceae). Sie ist in Afrika heimisch.

## Beschreibung
Genlisea africana ist eine einjährige krautige Pflanze. Die Laubblätter stehen in einer dichten bodenständigen Rosette, sind 2 bis 4 (selten 1 bis 5) Zentimeter lang und 5 bis 9 Millimeter breit; sie sind spatelförmig und am Ende stumpf. Die zahlreichen Fallen erreichen eine Länge von bis zu 10 Zentimeter.
Der aufrechte, einfach bis schwach verzweigte Blütenstand ist 10 bis 30 (5 bis 50) Zentimeter hoch, im Querschnitt zylindrisch, im unteren Teil glatt und im oberen Teil schwach bis dicht mit gestielten Drüsen behaart und mit einigen wenigen Schuppenblättern besetzt, die den Tragblättern gleichen. Diese sind eiförmig-lanzettlich bis linealisch-lanzettlich, spitz zulaufend und erreichen eine Länge von 2 bis 4 Millimeter, die Vorblätter sind linealisch-lanzettlich und kürzer.
An ihm stehen selten nur eine, meist drei bis zehn Blüten an aufrechten, 5 bis 20 (2 bis 30) Millimeter langen, während Blüte und Frucht weiterwachsenden und dicht mit gestielten Drüsen behaarten Blütenstielen.
Der Kelch ist fünflappig und bis annähernd zum Ansatz geteilt, die einzelnen Lappen sind annähernd gleichgeformt, eiförmig-lanzettlich, spitz zulaufend und 2 bis 4 Millimeter lang und dicht mit gestielten Drüsen behaart. Die Krone ist 10 bis 12 (5 bis 18) Millimeter lang, ihre Färbung ist sehr variabel, das Farbspektrum reicht von Blau über Violett bis hin zu Pink. Der Sporn jedoch fällt grünlich bis gelblich, gelegentlich (Form pallida) reingelb aus. Der äußere Teil der Oberlippe, die Unterlippe und der Sporn sind mit kurzen Drüsenhaaren besetzt. Die bis zu 5 Millimeter lange und 4,5 Millimeter breite Oberlippe ist eiförmig länglich-rund und verjüngt sich zum oberen, gestutzten Ende hin, die deutlich dreigelappte Unterlippe ist bis zu 11 Millimeter lang und 12 Millimeter breit, der Sporn bis zu 8, selten 11 Millimeter lang.
Die sichelförmigen Staubblätter sind rund einen Millimeter lang, der Fruchtknoten rund und dicht mit kurzgestielten Drüsen behaart, der Griffel ist kurz, die Narbe einlappig und halbkreisförmig. Die 2,5 bis 3 Millimeter lange, runde bis eiförmige Kapselfrucht öffnet sich entlang länglicher Schlitze und gibt zahlreiche, etwa 0,4 bis 0,5 Millimeter lange, eiförmige Samen mit ausgeprägt netzartiger Oberfläche frei.

## Verbreitung und Standort
Genlisea africana findet man in Angola, Sambia, Simbabwe und dem Südosten der DR Kongo.
Sie gilt als typische Art der Dembos. In Höhenlagen zwischen 1200 und 1500 Metern findet sie sich auch an den Hängen von Inselbergen auf sehr nassen Böden und Ferricreten. Sie ist dort Teil der sehr kurzlebigen ephemeral flush vegetation, einer Pflanzengesellschaft, die durch die großen nur in der Regenzeit die Hänge herabströmenden Wassermengen bedingt wird und die sich durch einen hohen Anteil fleischfressender Pflanzenarten und Vertreter der Eriocaulaceae, Xyridaceae und Burmanniaceae auszeichnet.

## Systematik und Botanische Geschichte
Die Erstbeschreibung erfolgte 1865 durch den englischen Botaniker Daniel Oliver anhand von durch Friedrich Welwitsch 1860 in Angola gesammeltem Material. Mit ihr wurde erstmals eine Reusenfallen-Art aus Afrika bekannt, alle zuvor beschriebenen Arten stammten aus Südamerika. Wie alle afrikanischen Arten gehört Genlisea africana innerhalb der Gattung in die Sektion Genlisea.
Als einziges Untertaxon beschrieben wurde eine Form Genlisea africana f. pallida. Sie wurde 1916 von R.E. Fries anhand eines Exemplars aus Katanga, Zaire abgegrenzt, das sich durch einen reingelben Sporn auszeichnete. Das Taxon wird heutzutage jedoch nicht mehr anerkannt und synonymisiert.

## Nachweise
- Eberhard Fischer, Stefan Porembski, Wilhelm Barthlott: Revision of the Genus Genlisea (Lentibulariaceae) in Africa And Madagascar with Notes on Ecology and Phytogeography. In: Nordic Journal of Botany. Bd. 20, Nr. 3, 2000, ISSN 0107-055X, S. 291–318, doi:10.1111/j.1756-1051.2000.tb00746.x.
- Peter Taylor: Lentibulariaceae. In: Flora Zambesiaca. Band 8, Teil 3. Crown Agents for Oversea Governments and Administrations, London 1988, ISBN 0-9507682-5-1, Eintrag zur Art online.